# Maverick Quek
Maverick Quek (* 30. Dezember 1963 in Singapur) ist ein singapurischer Schauspieler, Hörspielsprecher und Balletttänzer.

## Leben
Maverick Quek erlernte den Schauspielerberuf an der Music & Drama Company in Singapur, in München absolvierte er zudem eine Ausbildung in klassischem Ballett. Theatergastspiele führten ihn an das Theater Dortmund, die Städtischen Bühnen Augsburg, an das Münchner Volkstheater, das Nationaltheater Mannheim, an das Deutsche Schauspielhaus in Hamburg und die Berliner Schaubühne. Dort war Quek in Bertolt Brechts Im Dickicht der Städte unter der Regie von Grzegorz Jarzyna zu sehen. Am Hamburger Schauspielhaus spielte er an der Seite von Fritz Schediwy in M. Butterfly von David Henry Hwang, am Theater Heidelberg besetzte Johann Kresnik Quek 1988 als Banquo in seiner choreographischen Inszenierung von MacBeth von William Shakespeare. Das deutsch-chinesische Musikprojekt Bach und der chinesische Drache führte Quek nach der Uraufführung auf Schloss Oelber im Jahr 2008 zur Expo nach Shanghai.
Sein Kameradebüt gab Maverick Quek 1995 in der Tatort-Episode Frau Bu lacht. Seitdem spielte er in zahlreichen Produktionen, gastweise sah man ihn in Balko, SOKO Wismar, Die Anrheiner, Der Kriminalist oder Forsthaus Falkenau. Größere Popularität verschaffte Quek ab 2001 die Serie Berlin, Berlin, in der er in 84 Folgen die Rolle des Tuhan darstellte. Seit 2009 ist er in der Serie Die Fallers zu sehen.
Quek wirkte darüber hinaus in einigen Hörspielen mit und hat in der Hörspielserie Geisterjäger John Sinclair eine Gastrolle in Folge 93 (Der Pesthügel von Shanghai). Er lebt in Berlin.

## Filmografie (Auswahl)
- 1995: Tatort – Frau Bu lacht
- 1996: Balko – Blutige Hochzeit
- 1997: Schimanski – Hart am Limit
- 1998: Ein starkes Team – Auge um Auge
- 1998: Die Anrheiner (5 Folgen als Pham Doc)
- 2000: Wolffs Revier – Katz und Maus
- 2002–2005: Berlin, Berlin (84 Folgen als Tuhan)
- 2001: Klinikum Berlin Mitte – Leben in Bereitschaft (11 Folgen als Dr. Ho-An Lee)
- 2002: Poppitz
- 2003: Sperling – Sperling und der Mann im Abseits
- 2003: Mit Herz und Handschellen – Nasi Goreng
- 2004: (T)Raumschiff Surprise – Periode 1
- 2005: Jetzt erst recht!
- 2005:  Aeon Flux
- 2006: M.E.T.R.O. – Ein Team auf Leben und Tod – Tödliche Medikamente
- 2006: SOKO Leipzig – Lügen und Geheimnisse
- 2006: Forsthaus Falkenau – Aufbruch
- 2007: Tatort – Ruhe sanft!
- 2008: In 3 Tagen bist du tot 2
- seit 2009: Die Fallers – Die SWR Schwarzwaldserie (als Tu Nguyen)
- 2009: All You Need Is Love – Meine Schwiegertochter ist ein Mann
- 2009: SOKO Wien – Sein und Schein
- 2009: Unser Charly – Charly und die Eisprinzessin
- 2011: Der Kriminalist – Zwischen den Fronten
- 2011: SOKO Kitzbühel – Die Dolmetscherin
- 2011: IK1 – Touristen in Gefahr
- 2012: SOKO Wismar – Ente kross
- 2013: Tatort – Die chinesische Prinzessin
- 2016: Die vermisste Frau
- 2018: Jim Knopf und Lukas der Lokomotivführer
- 2020: Helen Dorn: Kleine Freiheit
- 2021: Die Drei von der Müllabfuhr – Operation Miethai

## Hörspiele
- 2003: The girl from Ipanema in Dub – Autorin und Regie: Susanne Amatosero
- 2006: Letzte Fahrt – Autor: Mike Walker – Regie: Annette Kurth
- 2012: Double Happiness (1. Teil: Chinatown, Kopenhagen) – Autor und Regie: Daniel Wedel
- 2012: Double Happiness (2. Teil: Die Triaden in Kopenhagen) – Autor und Regie: Daniel Wedel